# Alain Touraine
Alain Touraine (Hermanville-sur-Mer, 3 augustus 1925 – Parijs, 9 juni 2023) was een Franse socioloog. Hij was onderzoeksdirecteur bij de École des hautes études en sciences sociales, waar hij ook oprichter van het Centre d'étude des mouvements sociaux was. Hij is het best bekend als de bedenker van de term postindustriële samenleving. 
Zijn werk is gebaseerd op een "sociologie van actie", en hij dacht dat de samenleving haar toekomst vormt door middel van structurele mechanismen en een eigen sociale strijd.
Touraine publiceerde, deels met anderen, een vijftigtal boeken, waaronder La Société post-industrielle (1969) en La Voix et le Regard (1978). 
In 2010 kreeg hij, samen met Zygmunt Bauman, een Prinses van Asturiëprijs voor Communicatie en Geesteswetenschappen.
Hij overleed op 9 juni 2023, 97 jaar oud.